# الطاحونة الحمراء (فلم)
مولان روج! أو الطاحونة الحمراء (بالإنجليزية: Moulin Rouge!) وهو فيلم رومانسي موسيقي أسترالي أمريكي من إنتاج، كتابة، وإخراج باز لورمان. تدور أحداث القصة حول الشاعر كريستيان الذي يقع في الحب مع ساتين، نجمة كباريه مولان روج المصابة بمرض عضال. ترشح الفيلم للعديد من الجوائز منها 8 ترشيحات لجائزة الاوسكار حيث حصل على اثنتان منهم. كان مولان روج الفيلم الموسيقي الأول الذي يترشح لجائزة أفضل فيلم منذ 10 سنوات حيث سبقه فيلم الجميلة والوحش سنة 1991.

## القصة
سنة 1899، كريستيان، شاعر إنجليزي شاب انتقل حديثاً إلى باريس من أجل معايشة الثورة البوهيمية، حيث تقابل بالصدفة مع تولوز لوترك، الذي أقنعه بكتابة مسرحية موسيقية لكباريه مولان روج أو الطاحونة الحمراء، لكن كريستيان يقع في حب نجمة الكباريه الأولى، ساتين. لكن هنالك شخصٌ آخر يريد ساتين لنفسه ألا وهو الدوق مونروث الثري الغيور والذي يعتبر ساتين إحدى ممتلكاته الخاصة والتي لا يجب على أحد الاقتراب منها أبداً. الأمر الذي يشكل العقبة الرئيسية في طريق كريستيان وساتين للبقاء معاً.

## طاقم التمثيل
- إيوان مكريغور بدور كريستيان
- نيكول كيدمان بدور ساتين
- ريتشارد روكسبيرج بدور دوق مونروث
- جيم برودبنت بدور هارولد زدلر
- جون ليجويزامو بدور هنري تولوز لوترك
- كايلي مينوغ بدور الجنية الخضراء

## الإستقبال النقدي
حصل الفيلم على مراجعات أيجابية من النقاد، حيث حصل على نسبة 76% في موقع الطماطم الفاسدة بناء على 192 مراجعة. على موقع ميتاكريتيك حصل الفيلم على متوسط تقييم 66% بنائاً على 35 ناقد. في ديسمبر 2001 تم اختياره كأفضل فيلم في السنة من قٍبل مشاهدين برنامج Film 2001 البريطاني.

## الجوائز والترشيحات
ترشح لثمانية جوائز أوسكار فاز بإثنين منها. ورشح أيضا لستة جوائز غولدن غلوب فاز بثلاثة منها.
جوائز الأوسكار
- أفضل فيلم لـ باز لورمان، فريد بارون، مارتن براون
- أفضل ممثلة لـ نيكول كيدمان
- أفضل تصوير سينمائي لـ دونالد ماكالباين
- أفضل مونتاج لـ جيل بيلكوك
- أفضل تصميم أزياء لـ كاثرين مارتن، بريجيت بروك (فاز بها)
- أفضل تصميم إنتاج لـ كاثرين مارتن، أنغوس سترافي (فاز بها)
- أفضل خلط أصوات
- أفضل مكياج

جوائز الغولدن غلوب
- أفضل فيلم - موسيقي أو كوميدي (فاز بها)
- أفضل ممثلة - فيلم موسيقي أو كوميدي لـ نيكول كيدمان (فازت بها)
- أفضل موسيقى تصويرية لـ كريغ أرمسترونغ (فاز بها)
- أفضل مخرج لـ باز لورمان
- أفضل ممثل - فيلم موسيقي أو كوميدي لـ إيوان مكريغير
- أفضل أغنية أصلية لـ ديفيد بيروالد (عن أغنية "Come What May")

## وصلات خارجية
- الموقع الرسمي
- مقالات تستعمل روابط فنية بلا صلة مع ويكي بيانات